# مالينا بيشوت
مالينا بيشوت (بالإسبانية: Malena Pichot) ولدت بتاريخ 6 يوليو 1982، هي ممثلة، ممثلة كوميدية، كاتبة سيناريو ومشهورة نت أرجنتينية.

## السيرة الذاتية
هي ابنة عم لاعب الرغبي الأرجنتيني الشهيلا "اغوستين بيشوت".
وصلت بيشوت إلى الشهرة في عام 2008 عندما قامت بتحميل فيديو على موقع يوتيوب يظهرها عند استيقاظها من النوم رفقة حبيبها بعنوان La Loca de Mierda (جنون امرأة). وقد اشتهر الفيديو بشكل كبير، حيث قام العديد من المستخدمين بطرح فيديوهات لهم يقلدون فيها مالينا بروح الدعابة فقط، وقد شاهد هذه الفيديوهات الملايين من الناس، مما دفع بشركة إم تي في أمريكا اللاتينية إلى التعاقد مع بيشوت من أجل بث مقاطع الفيديو على موقعها على الإنترنت.
بعد أن أصبحت من مشاهير الإنترنت، قدمت بيشوت عرضا مباشرا لها تحت عنوان Concheta pero con gracia (برجوازية ولكن رشيقة) وقد تم تنفيذ هذا العرض مع ايزيكيل الذي شاركها في مجموعة أخرى من العروض منذ 2010.
في عام 2011، انضمت بيشوت إلى طاقم تمثيل El hombre de tu vida، وهو مسلسل أرجنتيني كوميدي تم إنشاؤه من قبل خوان خوسيه كامبانيلا وقد بث في على قناة تيليف (بالإسبانية: Telefe)
.
في عام 2012، شاركت بيشوت في مشهد قصير بث على القناة 9 الأرجنتينية تحت عنوان دورو دي دومار وقد قامت بنشره لاحقا في يوتيوب.
في عام 2013، أسست وعملت في سلسلتين: مسلسل خورخي الذي يتكون من 8 حلقات، ثم مسلسل Por ahora الذي تكون من 13 حلقة وقد بث على مجموعة من قنوات التلفزيون العالمية.

## روابط خارجية
https://www.awralim.net/53561/%D9%85%D8%A7%D9%84%D9%8A%D9%86%D8%A7-%D8%A8%D9%8A%D8%B4%D9%88%D8%AA-%D9%88%D9%8A%D9%83%D9%8A%D8%A8%D9%8A%D8%AF%D9%8A%D8%A7-%D8%A7%D9%84%D8%B3%D9%8A%D8%B1%D8%A9-%D8%A7%D9%84%D8%B0%D8%A7%D8%AA%D9%8A%D8%A9 نسخة محفوظة 18 ديسمبر 2023 على موقع واي باك مشين.
 نسخة محفوظة 18 ديسمبر 2023 على موقع واي باك مشين.
 نسخة محفوظة 18 ديسمبر 2023 على موقع واي باك مشين.
- مالينا بيشوت على موقع IMDb (الإنجليزية)
- مالينا بيشوت على موقع قاعدة بيانات الفيلم (الإنجليزية)